# Krzysztof Lis (samorządowiec)
Krzysztof Wiesław Lis (ur. 1 listopada 1958 w Barwicach) – polski samorządowiec, od 2000 roku starosta powiatu szczecineckiego. Od 2002 roku jest przewodniczącym Konwentu Starostów Województwa Zachodniopomorskiego, a w latach 2007–2019 był członkiem zarządu Związku Powiatów Polskich.   
Od 1990 do 1994 roku był przewodniczącym Rady Miasta w Barwicach, a w latach 1994–1998 wiceburmistrzem.   

## Wykształcenie i praca zawodowa
Jest synem Marii i Mieczysława. Posiada wyższe wykształcenie techniczne uzyskane na Politechnice Koszalińskiej. Ukończył także studia podyplomowe z zakresu zarządzania oświatą w Centrum Kształcenia Nauczycieli w Szczecinie, prawa administracyjnego i samorządowego na Uniwersytecie Szczecińskim, a także zarządzania projektami europejskimi na tej samej uczelni. Zdał egzamin państwowy na członków rad nadzorczych, jest wpisany na listę Ministerstwa Skarbu.
W 1977 roku został przyjęty do Ochotniczej Rezerwy Milicji Obywatelskiej (ORMO).
Jest prezesem i współzałożycielem Szczecineckiej Fundacji Na Rzecz Osób Poszkodowanych w Wypadkach Komunikacyjnych, prezesem Zarządu Powiatowego OSP oraz honorowym członkiem Stowarzyszenia Promyk Nadziei w Bornem Sulinowie.

## Działalność polityczna
W 1990 roku został radnym miasta w Barwicach. W tym samym roku został wybrany przewodniczącym tego gremium, którym pozostał do 1994 roku. Następnie rada powołała go na funkcję wiceburmistrza Miasta i Gminy Barwice, którym pozostał do 1998 roku. Był także radnym Sejmiku Województwa Koszalińskiego.

### Starosta szczecinecki
2 marca 2000 roku został przez radę powiatu wybrany starostą szczecineckim. W wyborach samorządowych w 2002 roku został wybrany radnym powiatu uzyskując 963 głosy (11,75%), kandydował z KWW Porozumienie Samorządowe. Po wyborach został ponownie wybrany starostą. Zawarł wówczas koalicję z Sojuszem Lewicy Demokratycznej. W wyborach parlamentarnych w 2005 roku bezskutecznie kandydował z list Partii Demokratycznej – demokraci.pl do Sejmu z 1. miejsca. Uzyskał wówczas 2208 głosów (1,26%).
W wyborach samorządowych w 2006 roku uzyskał reelekcję jako radny powiatu, ponownie kandydując z list KWW Porozumienie Samorządowe, uzyskał wówczas 1167 głosów (14,69%). Po wyborach zawarł koalicję z Platformą Obywatelską i Polskim Stronnictwem Ludowym. Ponownie został wybrany starostą. W tym samym roku został przewodniczącym Konwentu Starostów Województwa Zachodniopomorskiego. W 2007 roku został członkiem zarządu Związku Powiatów Polskich. W styczniu 2010 roku został prezesem Lokalnej Grupy Rybackiej Partnerstwo Drawy. W wyborach samorządowych w tym samym roku ponownie uzyskał reelekcję jako radny powiatu z list Porozumienia Samorządowego. Uzyskał 1248 głosów (15,15%). W marcu 2011 roku został ponownie członkiem zarządu ZPP. W kwietniu tego samego roku powołał Stowarzyszenie Porozumienie Samorządowe, którego został prezesem. W sierpniu 2013 roku był inicjatorem powołania Szczecineckiego Obszaru Funkcjonalnego.
W wyborach w 2014 roku ponownie uzyskał mandat radnego powiatu z wynikiem 869 głosów (12,30%). Po wyborach ponownie nawiązał koalicję z Platformą Obywatelską, a radny PO Jakub Hardie-Douglas zgłosił Lisa na funkcję starosty. W 2015 roku został powiatowym pełnomocnikiem Nowoczesnej. W lutym tego samego roku został ponownie członkiem prezydium Związku Powiatów Polskich.
W wyborach samorządowych w 2018 roku utrzymał mandat radnego z wynikiem 1198 głosów (14,12%). Po wyborach utworzył koalicję z Prawem i Sprawiedliwością. W lipcu tego samego roku zrezygnował z zasiadania w Radzie Nadzorczej Miejskiej Energetyki Cieplnej w Szczecinku. W 2019 roku został ponownie przewodniczącym Konwentu Starostów Województwa Zachodniopomorskiego, a także reprezentantem tego gremium w Komitecie Monitorującym Regionalny Program Operacyjny. W czerwcu 2022 roku prowadzone przez Lisa Porozumienie Samorządowe nawiązało współpracę z Ogólnopolską Koalicją Samorządową współpracującą z Polską 2050. W listopadzie tego samego roku został powołany w skład Wojewódzkiej Rady Rynku Pracy jako reprezentant strony samorządowej.
W wyborach samorządowych w 2024 roku ponownie został wybrany radnym powiatu, otrzymał 821 głosów. Po wyborach utworzył koalicję z Platformą Obywatelską, w maju tego samego roku ponownie wybrano go starostą.

## Odznaczenia i wyróżnienia

### Odznaczenia
- Złoty Krzyż Zasługi[5]
- Złota i srebrna odznaka Zasłużony dla Policji[4]
- Złota i srebrna odznaka Zasłużony dla Straży Pożarnej[4]
- Złotą Odznaka Honorowa Gryfa Zachodniopomorskiego[4]
- Krzyż Kawalerski Orderu Odrodzenia Polski (2013)[4]
- Medal Bene Meritus Powiatom (2019)[29]

### Wyróżnienia
- Zasłużony dla Miasta i Gminy Barwice[4]
- Zasłużony dla Gminy Grzmiąca[4]

## Życie prywatne
Jest żonaty z Jolantą, kierowniczką Ośrodka Pomocy Społecznej w Barwicach, z którą ma czworo dzieci – Marcina, Łukasza, Monikę i Dominikę. Ma dwie wnuczki – Zuzannę i Zofię.